# Lista pancerników niemieckich
To jest lista pancerników (oraz wcześniejszych okrętów pancernych), jakie kiedykolwiek służyły w niemieckiej marynarce, bądź były planowane (zarówno w Kaiserliche Marine jak i w Reichsmarine i Kriegsmarine – w Bundesmarine nie służyły pancerniki).
Okręty zwodowane w latach 1891–1908 to przeddrednoty. Te okręty stały się przestarzałe w momencie wejścia do służby HMS "Dreadnought", który został zwodowany w 1906. Późniejsze okręty to drednoty, które różniły się od swoich poprzedników przede wszystkim zunifikowaną artylerią główną.

## "Prinz Adalbert"

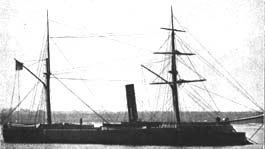
"Prinz Adalbert"

- Wyporność: 1535 ton
- Uzbrojenie: 1 x 8,3 cala, 2 x 6,7 cala
- Opancerzenie:
- Szybkość: 18 węzłów
- Wejście do służby:
- Uwagi: Ex-"Cheops"

## "Arminius"
- Wyporność: 1800 ton
- Uzbrojenie: 4 x 8,3 cala
- Opancerzenie:
- Szybkość: 11 węzłów
- Wejście do służby: ok. 1865

## "Friedrich Carl"
- Wyporność: 6822 ton
- Uzbrojenie: 16 x8 ,3 cala
- Opancerzenie:
- Szybkość: 13,5 węzła
- Wejście do służby: 1867
- Uwagi: w rezerwie 1906

## "Kronprinz"
- Wyporność: 6197 ton
- Uzbrojenie: 16 x 8,3 cala
- Opancerzenie:
- Szybkość: 14,5 węzła
- Wejście do służby: 1867

## „König Wilhelm”(inne języki)
- Wyporność: 10591 ton
- Uzbrojenie: 18 x 9,4 cala, 5 x 8,3 cala
- Opancerzenie:
- Szybkość: 14,5 węzła
- Wejście do służby: 1869
- Uwagi: Ex-"Fatikh", "Wilhelm"

## "Hansa"
- Wyporność: 4334 ton
- Uzbrojenie: 8 x 8,3 cala
- Opancerzenie:
- Szybkość: 12,5 węzła
- Wejście do służby:
- Uwagi: rezerwa 1906

## Pancerniki typuPreussen
- Wyporność: 7596 ton
- Uzbrojenie: 4 x 10,2 cala, 2 x 6,7 cala
- Opancerzenie:
- Szybkość: 14 węzłów
- Jednostki: 3: SMS "Großer Kurfürst", SMS „Friedrich der Große”(inne języki), SMS „Preußen”(inne języki)
- Wejście do służby: 1876-78

## Pancerniki typuKaiser(1872)
- Wyporność: 8799 ton
- Uzbrojenie: 8 x 10,2 cala
- Opancerzenie:
- Szybkość: 14,5 węzła
- Jednostki: 2: "Kaiser", "Deutschland"
- Wejście do służby: ok. 1875
- Uwagi: w rezerwie do 1920, w rezerwie do 1909

## Pancerniki typuSachsen
- Wyporność: 7677 ton
- Uzbrojenie: 6 x 10,2 cala
- Opancerzenie:
- Szybkość: 13,5 węzła
- Jednostki: 4
- Wejście do służby: 1878-83

## "Mars"
- Wyporność: ok. 7000 ton
- Uzbrojenie: zmienne
- Opancerzenie:
- Szybkość:
- Wejście do służby: 1881
- Uwagi: okręt szkolny; w rezerwie do 1921

## "Oldenburg"
- Wyporność: 5652 ton
- Uzbrojenie: 8 x 9,4 cala
- Opancerzenie:
- Szybkość: 13,5 węzła
- Wejście do służby: 1886
- Uwagi: w rezerwie do 1919

## Pancerniki typuSiegfried
- Wyporność: 4058 ton
- Uzbrojenie: 3 x 9,4 cala, 8 x 88 mm (ostatnie 2 10 x 88 mm), 3 wyrzutnie torpedowe
- Opancerzenie: 240 mm boczny, 140 mm wieże, 30 mm pokład
- Szybkość: 15,5 węzła
- Moc maszynowni: 5100 koni mechanicznych
- Zasięg: 3980 mil przy prędkości 10 węzłów
- Jednostki: 8: "Siegfried", "Beowulf", "Frithjof", "Heimdall", "Hildebrand", "Hagen", "Odin", "Ägir"
- Wejście do służby: 1890-96

## Pancerniki typuBrandenburg
- Wyporność: 10 060 ton
- Uzbrojenie: 4 × 280 mm (11"), 18 × 150 mm, 12 × 88 mm, 12 x karabiny maszynowe, 6 × 450 mm wyrzutnie torpedowe
- Opancerzenie: 300 mm boczny; 230 mm wieże; 75 mm pokład
- Szybkość: 17 węzłów
- Moc maszynowni: 10 000 koni mechanicznych
- Zasięg: 4500 mil przy prędkości 10 węzłów
- Jednostki: 4: SMS "Kurfürst Friedrich Wilhelm", SMS "Brandenburg", SMS "Weißenburg" i SMS "Wörth"
- Wejście do służby: 1893-94

## Pancerniki typuKaiser Friedrich III
- Wyporność: 10 790 ton
- Uzbrojenie: 4 × 280 mm (11"), 18 × 150 mm, 12 × 88 mm, 12 x karabiny maszynowe, 6 × 450 mm wyrzutnie torpedowe
- Opancerzenie: 300 mm boczny, 250 mm wieże, 75 mm pokład
- Szybkość: 18 węzłów
- Moc maszynowni: 14 000 koni mechanicznych
- Zasięg: 4500 mil przy prędkości 10 węzłów
- Jednostki: 5: SMS "Kaiser Friedrich III", SMS "Kaiser Wilhelm II", SMS "Kaiser Wilhelm der Große", SMS "Kaiser Karl der Große" i SMS "Kaiser Barbarossa"
- Wejście do służby: 1898-1902

## Pancerniki typuWittelsbach
- Wyporność: 11 800 ton
- Uzbrojenie: 4 × 280 mm (11") działa, 18 × 150 mm działa, 12 × 88 mm działa, 12 x karabiny maszynowe, 5 × 450 mm wyrzutnie torpedowe
- Opancerzenie: 230 mm boczny, 250 mm wieże, 75 mm pokład
- Szybkość: 18 węzłów
- Moc maszynowni: 15 000 koni mechanicznych
- Zasięg: 5000 mil przy prędkości 10 węzłów
- Jednostki: 5: SMS „Wittelsbach”(inne języki), SMS „Wettin”(inne języki), SMS "Zähringen", SMS „Schwaben”(inne języki) i SMS „Mecklenburg”(inne języki)
- Wejście do służby: 1902-04

## Pancerniki typuBraunschweig

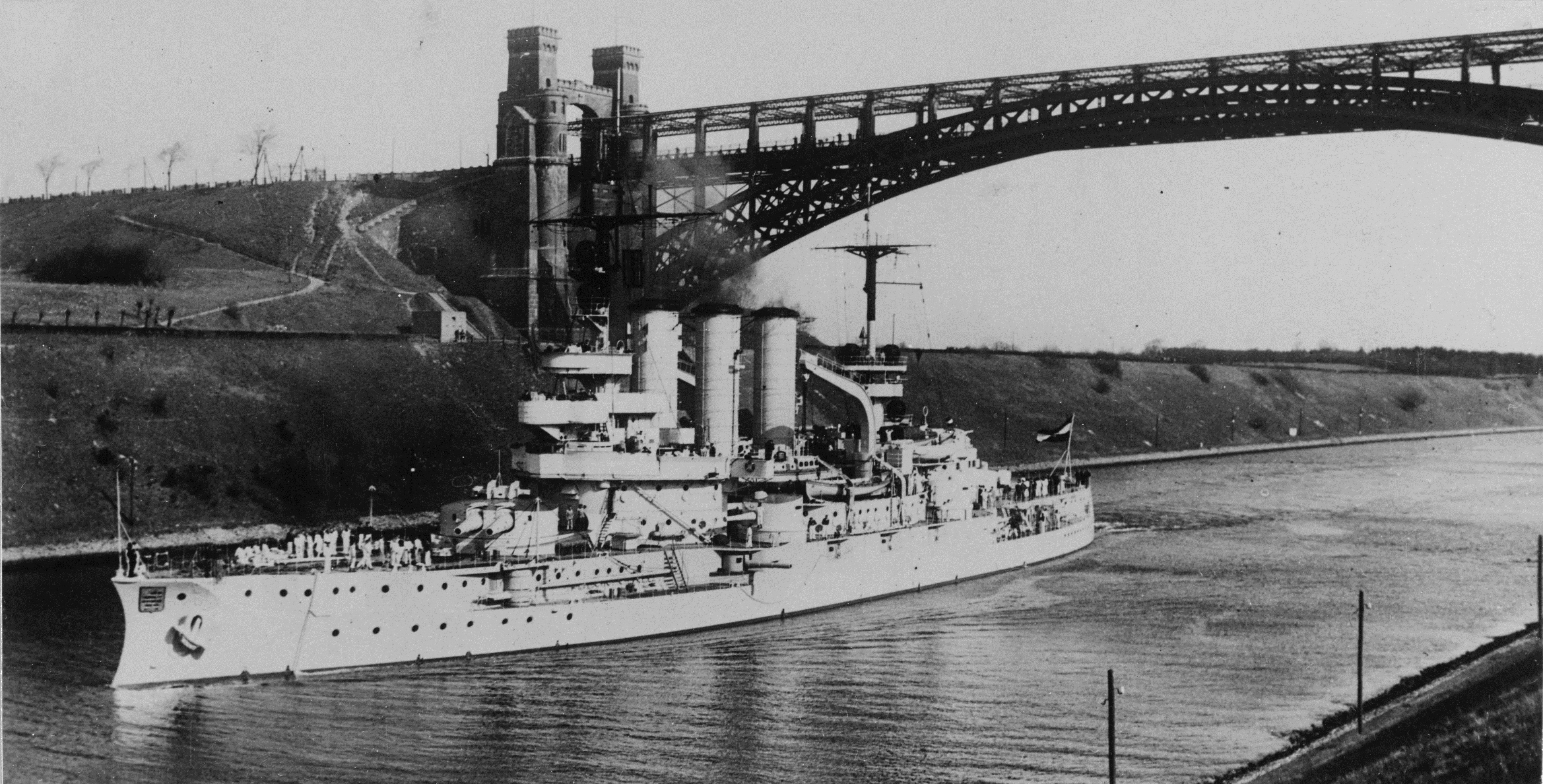
SMS "Hessen"

- Wyporność: 13 200 ton
- Uzbrojenie: 4 × 280 mm (11") działa, 14 × 170 mm działa, 18 × 88 mm działa, 4 x karabiny maszynowe, 6 × 450 mm wyrzutnie torpedowe
- Opancerzenie: 220 mm boczny, 250 mm wieże, 75 mm pokład
- Szybkość: 18 węzłów
- Moc maszynowni: 16 000 koni mechanicznych
- Zasięg: 5200 mil przy prędkości 10 węzłów
- Jednostki: 5: SMS „Braunschweig”(inne języki), SMS „Elsaß”(inne języki), SMS "Hessen", SMS „Preußen”(inne języki) i SMS "Lothringen"
- Wejście do służby: 1904-06

## Pancerniki typuDeutschland
- Wyporność: 13 200 ton
- Uzbrojenie: 4 × 280 mm (11"), 14 × 170 mm, 20 × 88 mm, 4 x karabiny maszynowe, 6 × 450 mm wyrzutnie torpedowe
- Opancerzenie: 230 mm boczny, 280 mm wieże, 75 mm pokład
- Szybkość: 18 węzłów
- Moc maszynowni: 16 000 koni mechanicznych
- Zasięg: 5500 mil przy prędkości 10 węzłów
- Jednostki: 5: SMS "Deutschland", SMS "Hannover", SMS "Pommern", SMS "Schleswig-Holstein" i SMS "Schlesien"
- Wejście do służby: 1906-08

## Pancerniki typuNassau

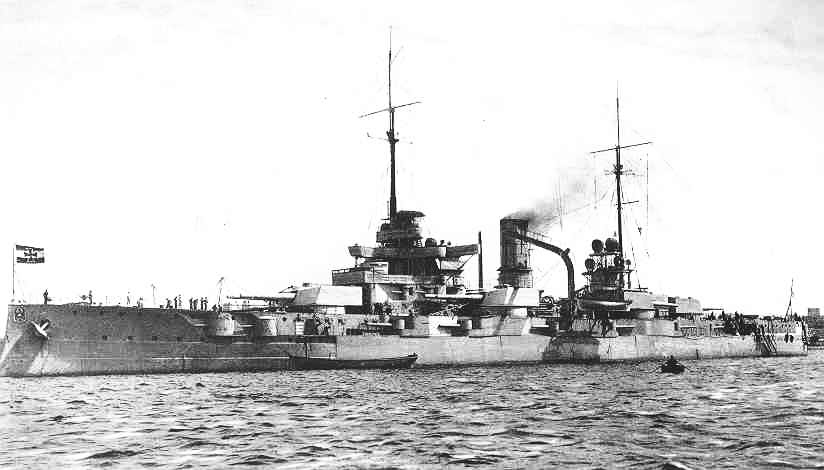
SMS "Posen"

- Wyporność: 18 900 ton
- Uzbrojenie: 12 × 280 mm (11"), 12 × 150 mm, 16 × 88 mm, 6 × 450 mm wyrzutnie torpedowe
- Opancerzenie: 290 mm boczny, 280 mm wieże, 100 mm pokład
- Szybkość: 19,5 węzła
- Moc maszynowni: 22 000 koni mechanicznych
- Zasięg: 9400 mil przy prędkości 10 węzłów
- Jednostki: 4: SMS „Nassau”(inne języki), SMS „Westfalen”(inne języki), SMS "Rheinland" i SMS "Posen"
- Wejście do służby: 1908

## Pancerniki typuHelgoland
- Wyporność: 22 800 ton
- Uzbrojenie: 12 × 305 mm (12"), 14 × 150 mm, 8 × 88 mm, 6 × 500 mm wyrzutnie torpedowe
- Opancerzenie: 300 mm boczny, 280 mm wieże, 100 mm pokład
- Szybkość: 20 węzłów
- Moc maszynowni: 28 000 koni mechanicznych
- Zasięg: 5500 mil przy prędkości 10 węzłów
- Jednostki: 4: SMS "Helgoland", SMS "Ostfriesland", SMS "Thüringen" i SMS "Oldenburg"
- Wejście do służby: 1911

## Pancerniki typuKaiser(1911)
- Wyporność: 24 380 ton
- Uzbrojenie: 10 × 305 mm (12"), 14 × 150 mm, 8 × 88 mm, 5 × 500 mm wyrzutnie torpedowe
- Opancerzenie: 350 mm boczny, 300 mm wieże, 75 mm pokład
- Szybkość: 21 węzłów, ale jest także podawana prędkość ponad 23 węzły
- Moc maszynowni: 31 000 shp, ale jest także podawana moc ponad 50 000 shp
- Zasięg: 9500 mil przy prędkości 10 węzłów (lub 7900 mil przy prędkości 12 węzłów)
- Jednostki: 5: SMS "Kaiser", SMS "Friedrich der Große(inne języki)", SMS "Kaiserin", SMS "König Albert" i SMS "Prinzregent Luitpold(inne języki)"
- Wejście do służby: 1912
- Los: Wszystkie zostały samozatopione w Scapa Flow

## Pancerniki typuKönig
- Wyporność: 25 390 ton
- Uzbrojenie: 10 × 305 mm (12") działa, 14 × 150 mm działa, 10 × 88 mm działa, 5 × 500 mm wyrzutnie torpedowe
- Opancerzenie: 350 mm boczny, 350 mm wieże, 100 mm pokład
- Szybkość: 21 węzłów
- Moc maszynowni: 31 000 shp
- Zasięg: 10 000 mil przy prędkości 10 węzłów (lub 8000 mil przy prędkości 12 węzłów)
- Jednostki: 4: SMS "König", SMS "Großer Kurfürst(inne języki)", SMS "Markgraf(inne języki)" i SMS "Kronprinz"
- Wejście do służby: 1914
- Los: Wszystkie zostały samozatopione w Scapa Flow

## Pancerniki typuBayern
- Wyporność: 28 000 ton
- Uzbrojenie: 8 × 380 mm (15"), 16 × 150 mm, 2 × 88 mm, 5 × 600 mm wyrzutnie torpedowe
- Opancerzenie: 350 mm boczny, 350 mm wieże, 120 mm pokład
- Szybkość: 22 węzły
- Moc maszynowni: 52 000shp
- Zasięg: 9000 mil przy prędkości 10 węzłów
- Jednostki: 4: SMS "Bayern", SMS "Baden", SMS "Sachsen" i SMS "Württemberg"
- Wejście do służby: dwa okręty weszły w 1916
- Los: Dwa nieukończone, jeden samozatopiony w Scapa Flow

## Pancerniki typuScharnhorst
- Wyporność: 38 900 ton
- Uzbrojenie: 9 × 280 mm (11"), 12 × 150 mm, 14 × 105 mm, 16 × 37 mm (przeciwlotnicze), 10 × 20 mm (przeciwlotnicze)
- Opancerzenie: 350 mm boczny, 340 mm wieże, 110 mm pokład
- Szybkość: 32 węzły
- Moc maszynowni: 160 000shp
- Zasięg: 8380 mil przy prędkości 15 węzłów (lub 7100 mil przy prędkości 19 węzłów)
- Okręty tego typu: "Gneisenau" i "Scharnhorst"
- Wejście do służby: 1938
- Los: Oba zatopione w II wojnie światowej

## Pancerniki typuBismarck
- Wyporność: 41 700 ton
- Uzbrojenie: 8 × 380 mm (15"), 12 × 150 mm, 16 × 105 mm, 16 × 37 mm (przeciwlotnicze), 20 × 20 mm (przeciwlotnicze)
- Samoloty: 4 x wodnosamoloty (katapulty)
- Opancerzenie: 320 mm boczny, 360 mm wieże, 120 mm pokład
- Szybkość: 30 węzłów
- Moc maszynowni: 150 170 shp
- Zasięg: 9280 mil przy prędkości 16 węzłów (lub 6640 przy prędkości 24 węzłów)
- Jednostki: 2: "Bismarck" i "Tirpitz"
- Wejście do służby: 1940
- Los: Oba zatopione w II wojnie światowej

## Pancerniki typu H
- Wyporność: 52 560 ton
- Uzbrojenie: 8 × 16 cali, 12 × 150 mm, 16 × 105 mm, 6 × 533 mm wyrzutnie torpedowe
- Samoloty: 6 x wodnosamolotów (katapulty)
- Opancerzenie: 327 mm boczny, 390 mm wieże, 120 mm pokład
- Szybkość: 30 węzłów
- Moc maszynowni: 165 000shp
- Zasięg: 16 000 mil przy prędkości 19 węzłów
- Okrętów: położono 2 stępki, plus 4 planowane
- Los: budowa anulowana w 1941